# United Buddy Bears

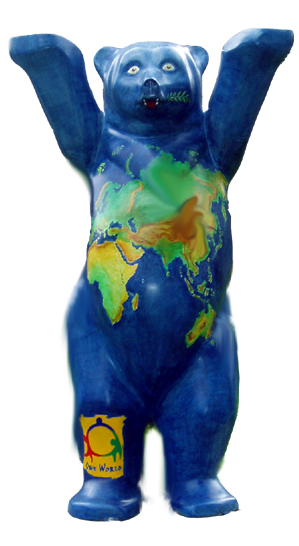
Niedźwiedź na jednym z placów w Berlinie

United Buddy Bears – międzynarodowe, wspólne dzieło sztuki, stworzone przez artystów z ponad 145 krajów.
Niedźwiedzie, którym nadano artystyczny kształt – każdy wysoki na 2 metry – stanowią przesłanie nawołujące do życia w pokoju pośród innych ludzi. Misją United Buddy Bears jest propagowanie tolerancji i porozumienia pomiędzy narodami, kulturami i religiami. Każdy z niedźwiedzi reprezentuje jeden z krajów Narodów Zjednoczonych i został stworzony indywidualnie przez artystę dla jego ojczyzny.
Artyści zostali wybrani przez ambasadorów lub ministerstwo kultury swojego kraju. Najczęściej przybywali oni do Berlina, aby tam tworzyć indywidualny, wyjątkowy dla swojego kraju charakter niedźwiedzia.
Dzięki różnorodnym formom Buddy Bears, charakterystycznym dla danego kraju, osoba odwiedzająca wystawę wyrusza w „podróż dookoła świata”. Kulturę, historię, ludzi, krajobraz, gospodarkę,
muzykę – to wszystko można dostrzec na każdym z niedźwiedzi i jednocześnie rozbudzić w sobie zainteresowanie dla danego kraju.

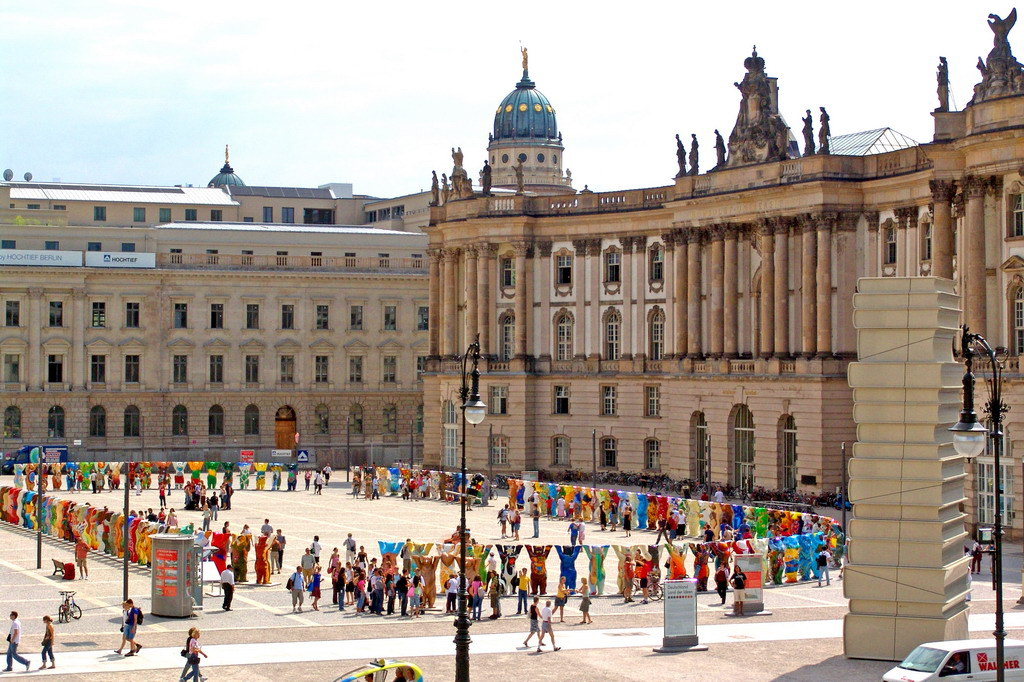
United Buddy Bears – Berlin 2006

## United Buddy Bears – światowe tournée

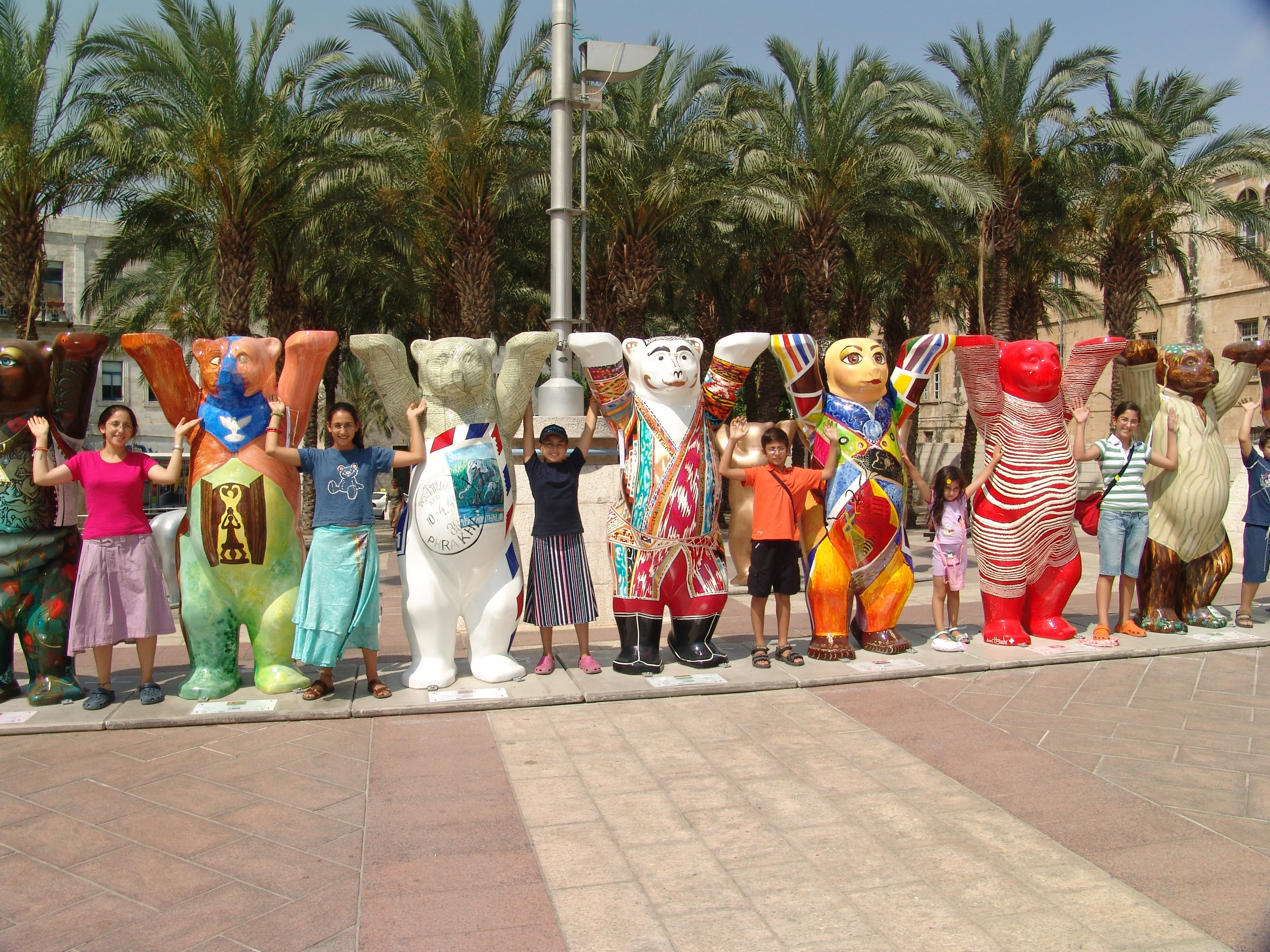
United Buddy Bears – Jerozolima 2007

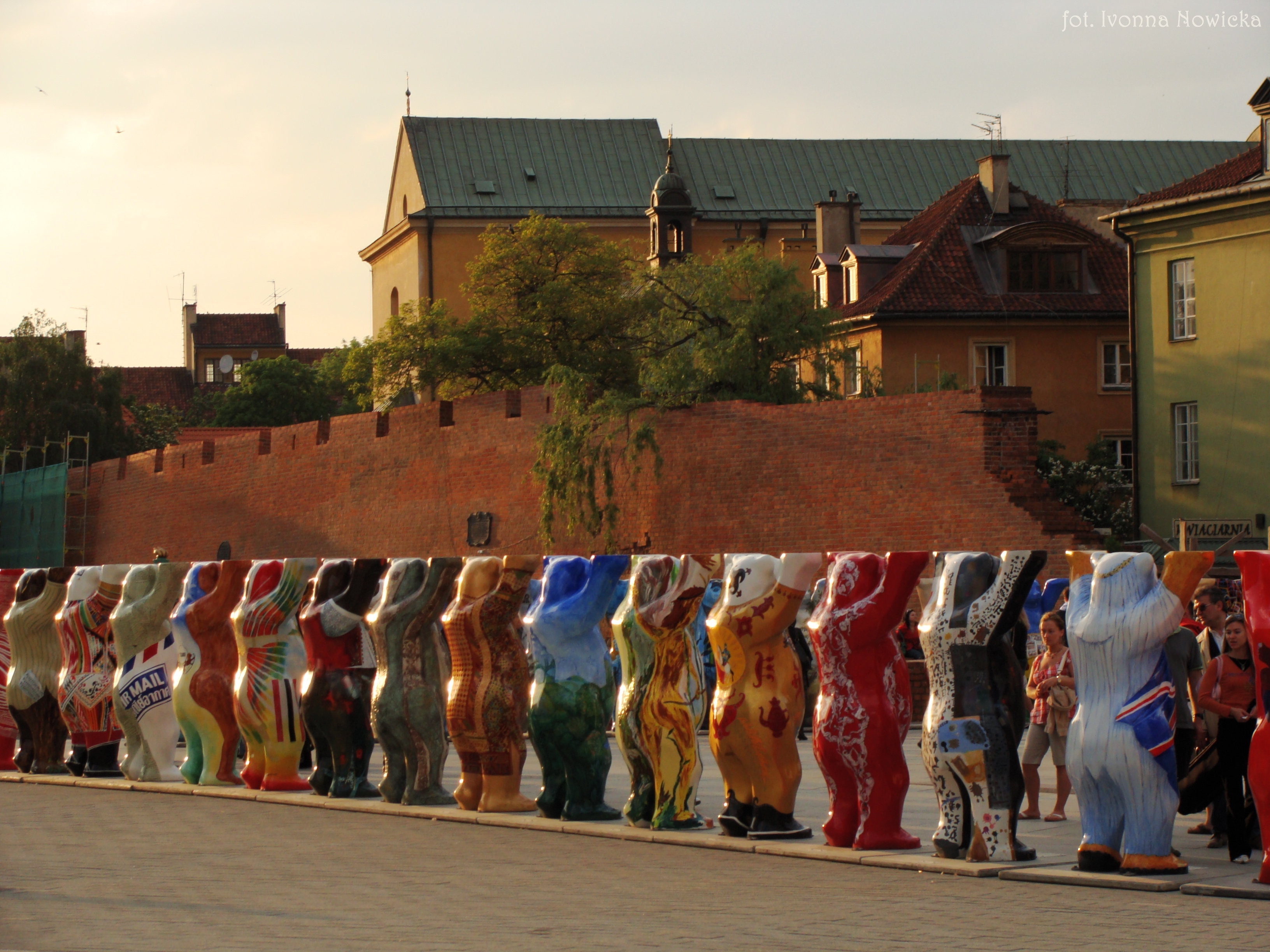
United Buddy Bears – Warszawa 2008

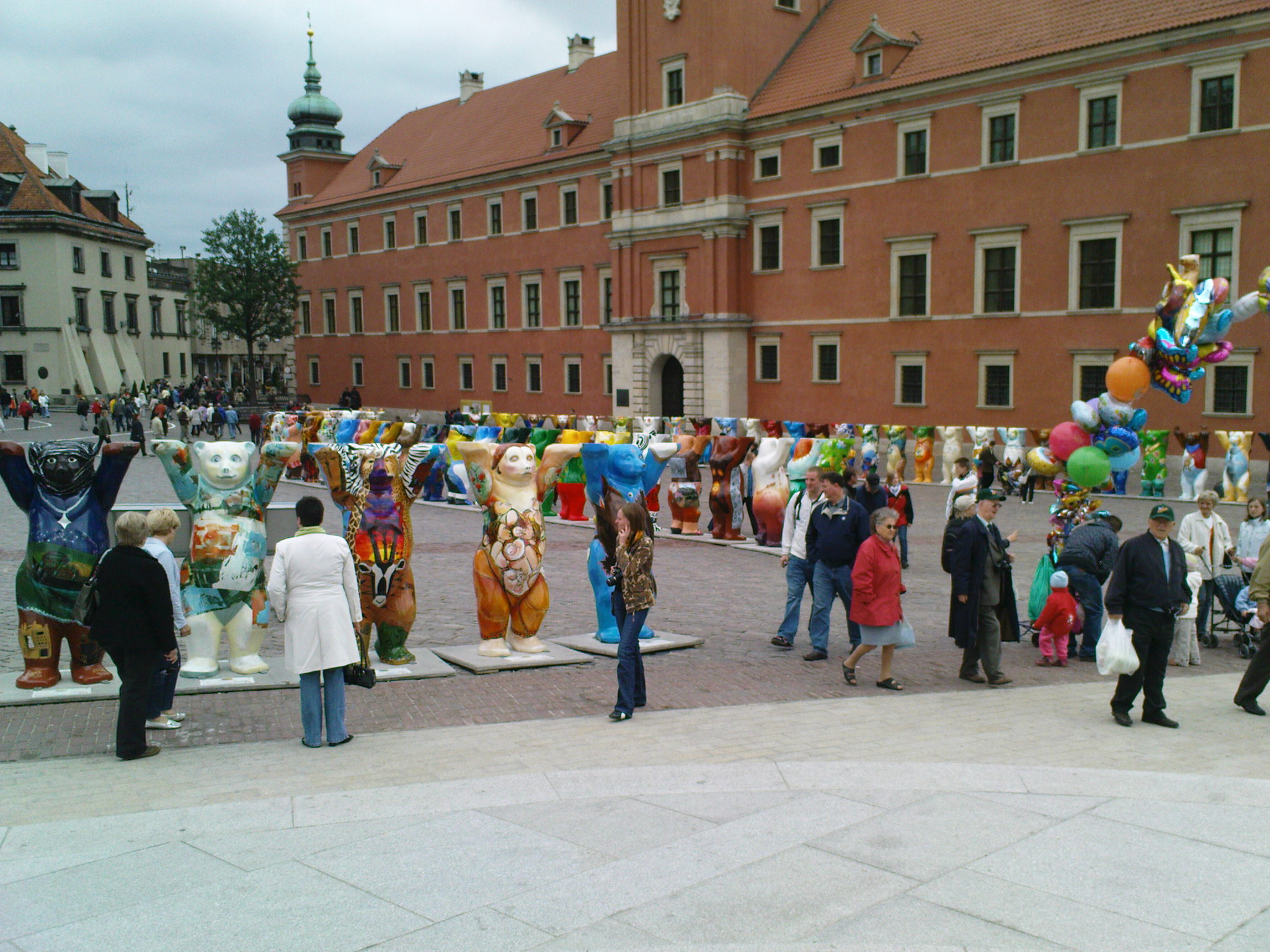
Niedźwiedzie na Starówce w Warszawie 2008

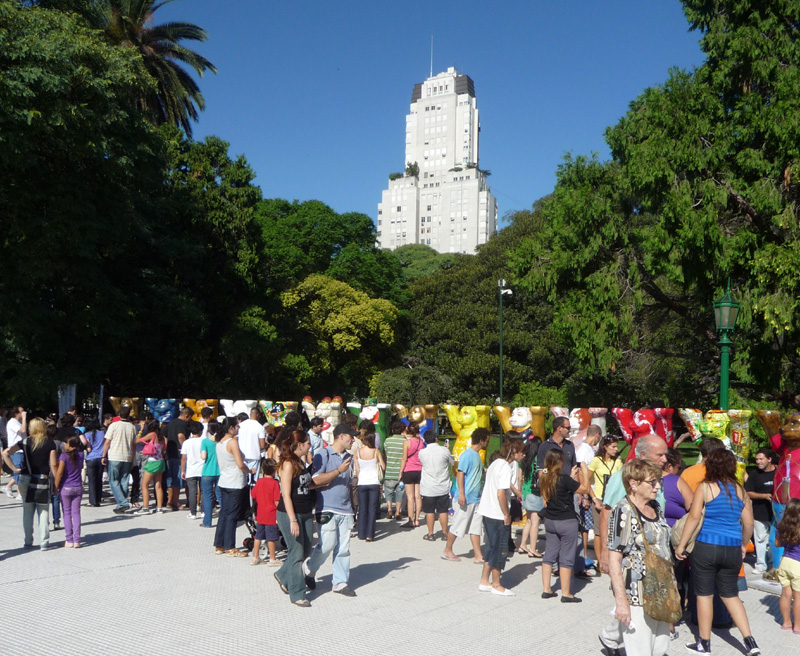
United Buddy Bears – Buenos Aires 2009

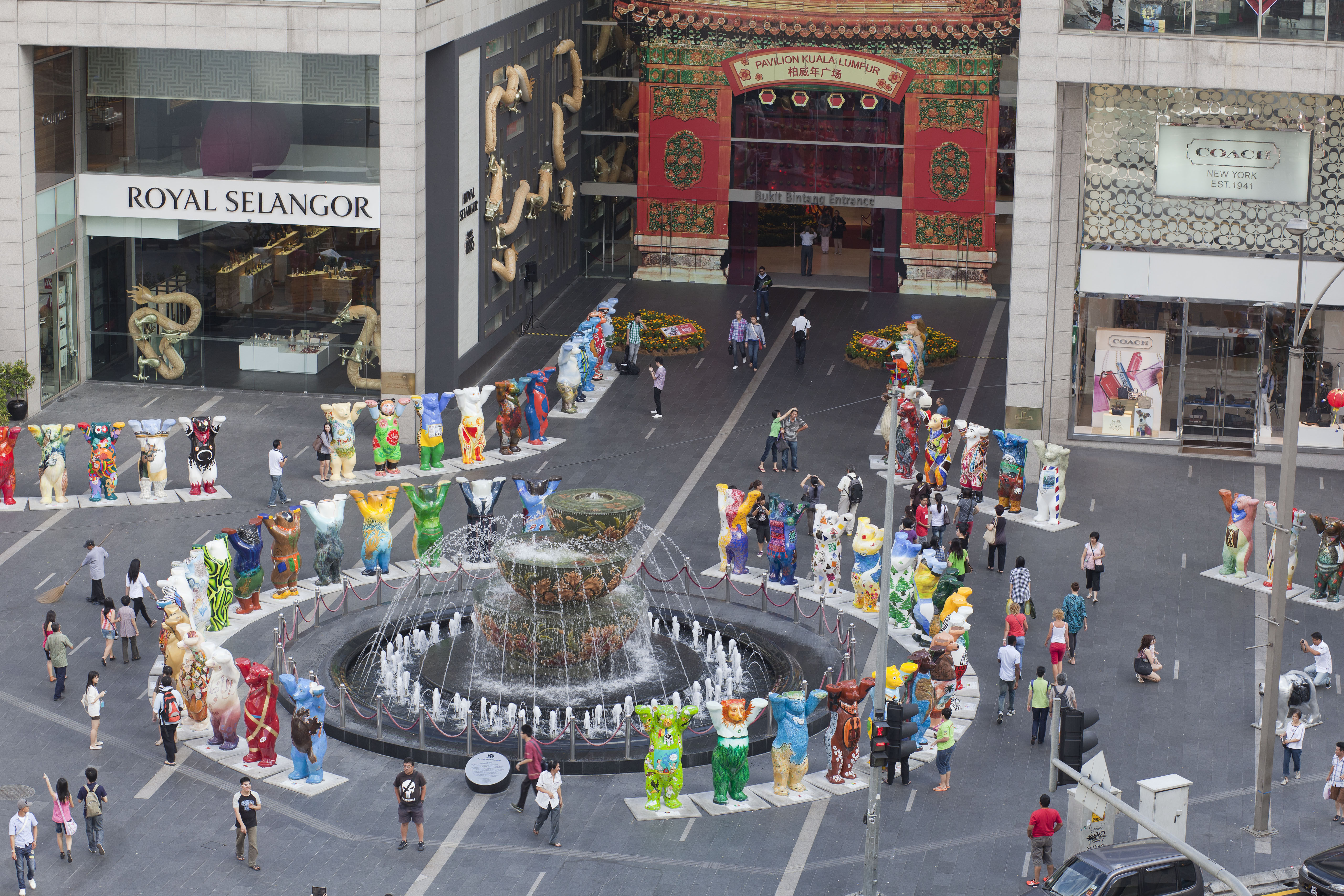
United Buddy Bears – Kuala Lumpur 2012

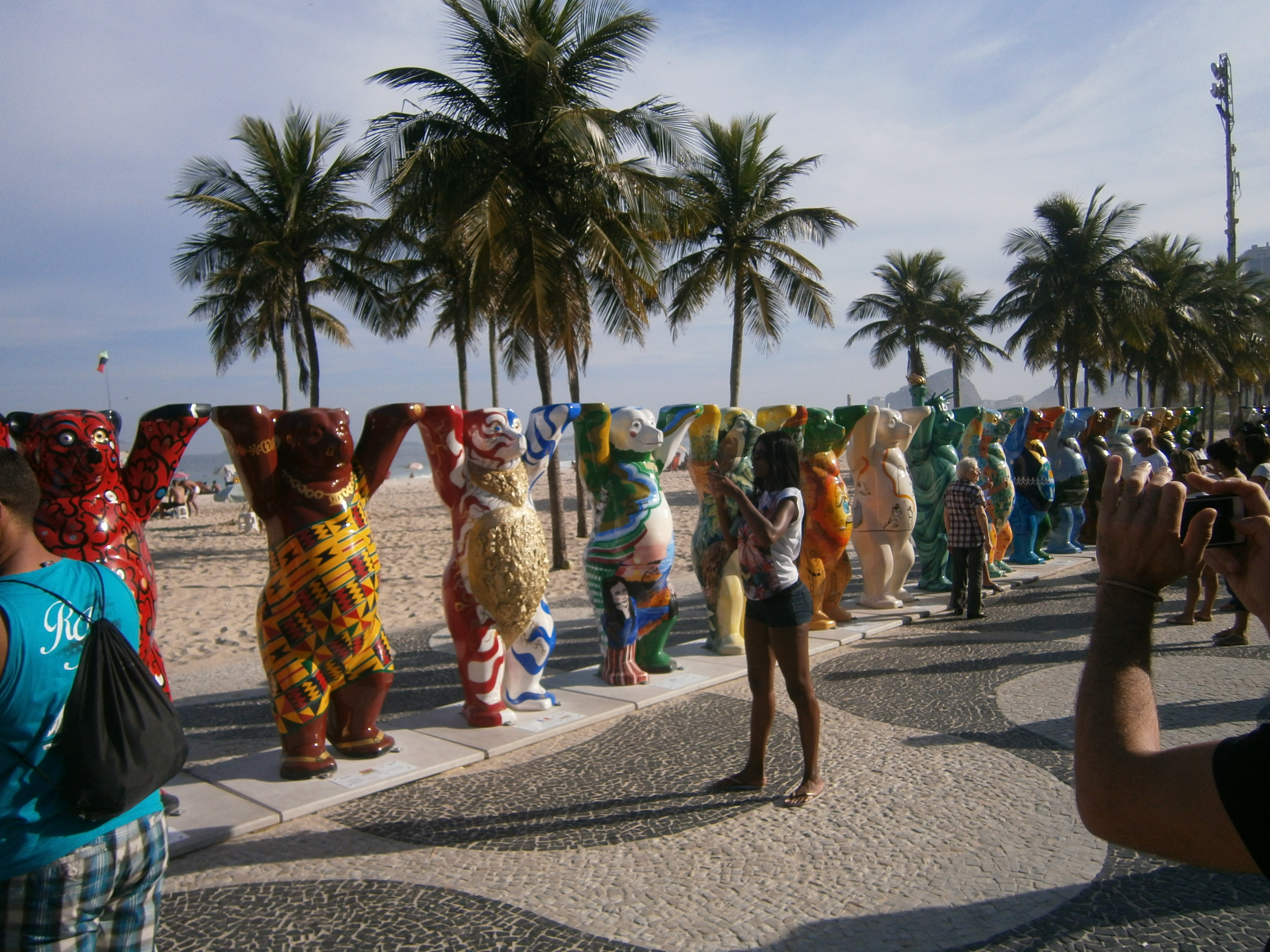
Rio de Janeiro
Copacabana 2014

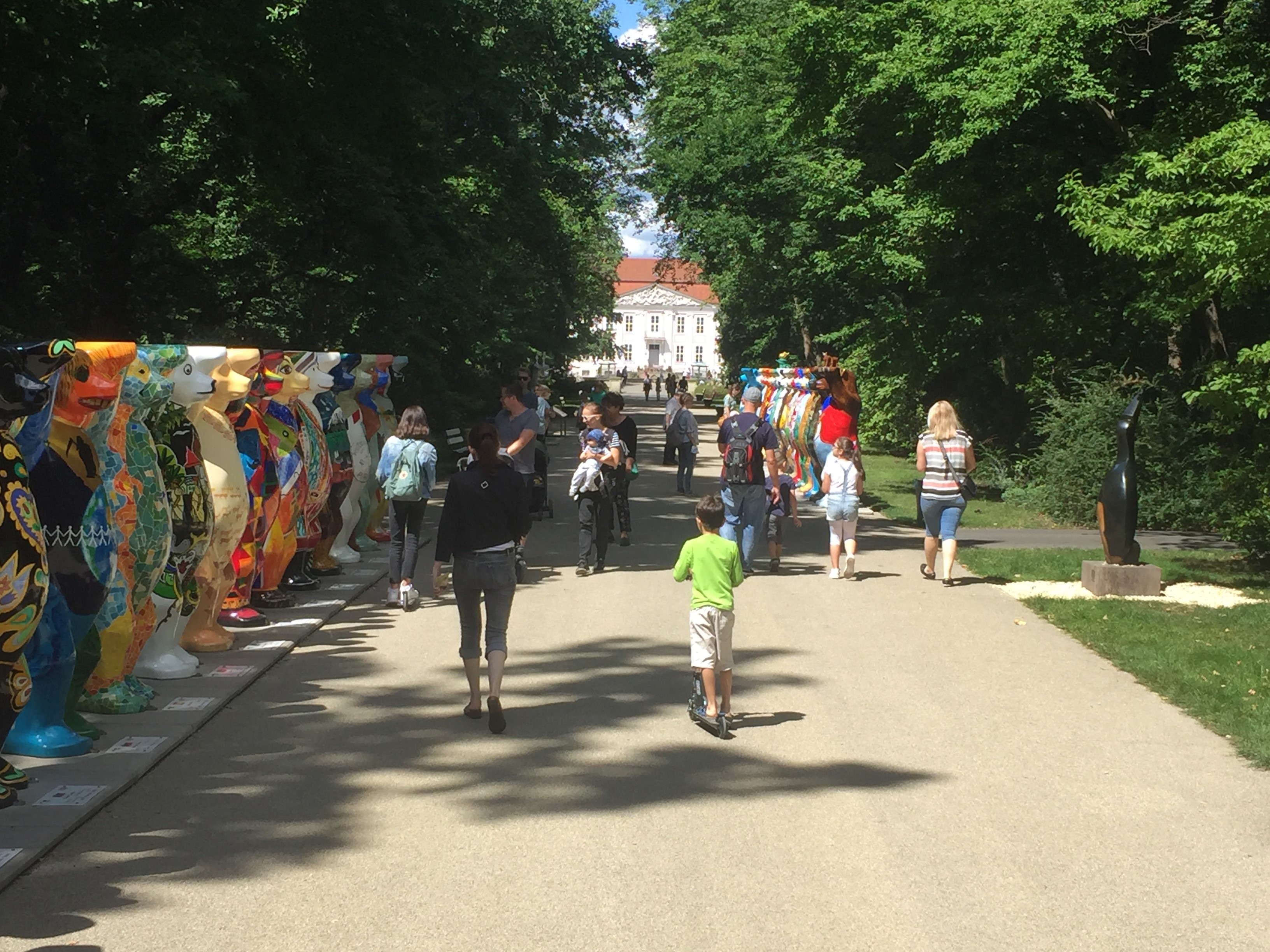
United Buddy Bears – Tierpark Berlin 2020

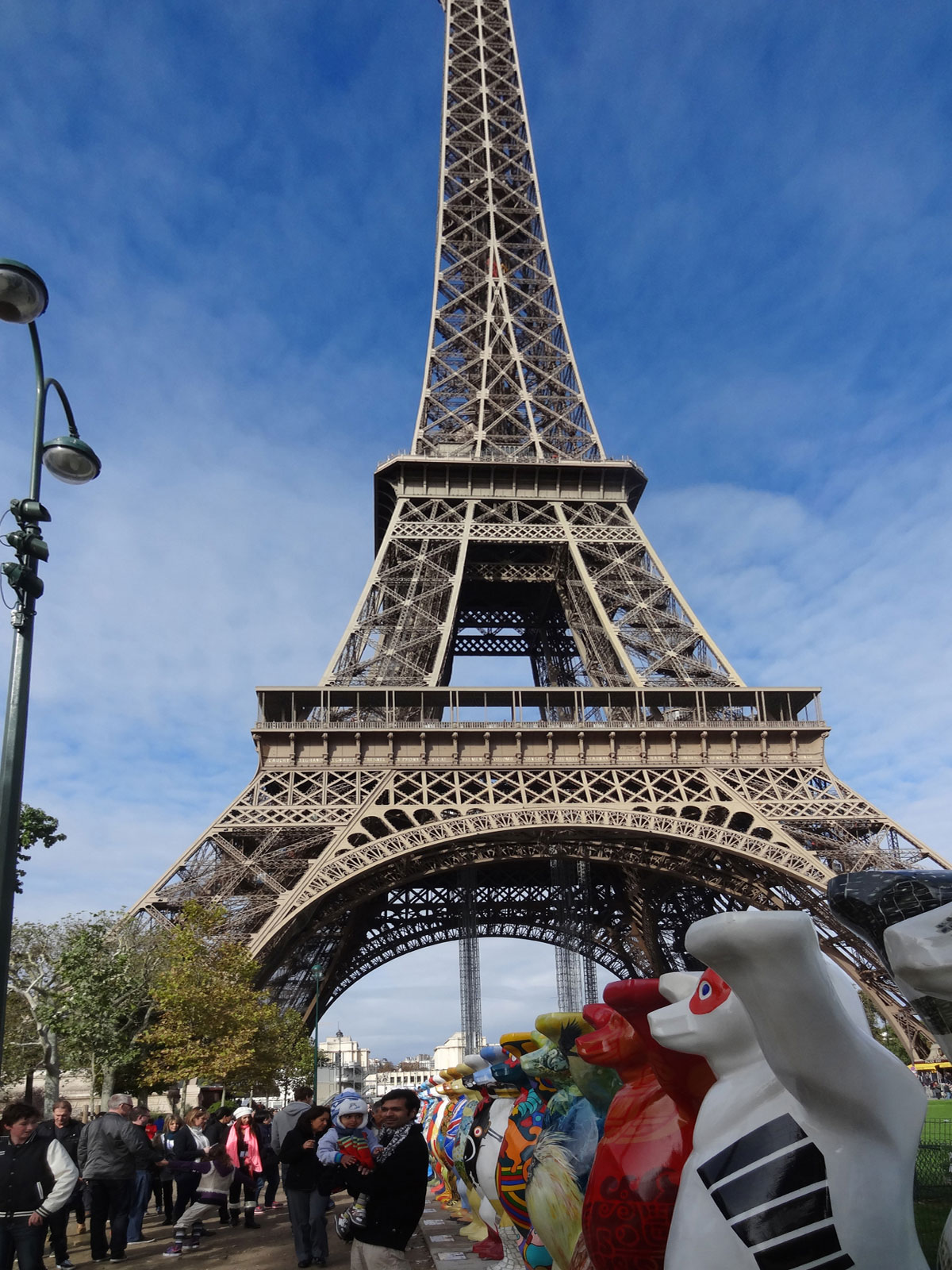
United Buddy Bears – Paris 2012

Ekspozycje United Buddy Bears prezentowane były dotychczas na czterech kontynentach podczas dwunastu wystaw; obejrzało je do tej pory ponad 45 milionów odwiedzających.
Wystawy odbyły się w kolejnych latach w różnych miastach:
- 2002 / 2003: Berlin
- 2004: Kitzbühel, Hongkong[1] i Stambuł
- 2005: Tokio i Seul[2]
- 2006: Sydney[3], Berlin i Wiedeń
- 2007: Kair[4] i Jerozolima[5]
- 2008: Warszawa[6] (plac Zamkowy), Stuttgart, Pjongjang[7]
- 2009: Buenos Aires, Montevideo[8]
- 2009 / 2010: Berlin – Hauptbahnhof[9]
- 2010: Astana, Helsinki
- 2011: Sofia[10], Berlin, Kuala Lumpur
- 2012: Nowe Delhi[11], Petersburg, Paryż[12].
- 2013: Jekaterynburg
- 2014: Rio de Janeiro[13]
- 2015: Hawana[14], Santiago
- 2016: Penang[15]
- 2017 / 2018: Berlin[16]
- 2018: Ryga[17]
- 2019: Gwatemala (miasto)[18]
- 2020 - 2023: Tierpark Berlin
- 2024: Lublana[19][20]
- Obecnie mają miejsce przygotowania do następnych wystaw w miastach takich, jak Singapur, a także Szanghaj.

Patronują im ambasadorzy UNICEF (m.in. Peter Ustinov, Jackie Chan, Ken Done, Christiane Hörbiger, Mia Farrow) oraz burmistrzowie danych miast.
Pod hasłem przewodnim: Musimy się lepiej poznać, aby łatwiej móc się zrozumieć, bardziej sobie ufać i lepiej ze sobą żyć inicjatorzy projektu, Eva i Klaus Herlitz, podejmują próbę nakłonienia ludzi do pokojowego współżycia. Z tego też powodu 140 niedźwiedzi stoi obok siebie symbolicznie „ramię w ramię”. Z reguły ustawione są one w wielkim okręgu, zwanym też przez organizatorów The art of Tolerance.

### Udział polskich artystów
Pierwszy niedźwiedź dla Polski stworzony został w 2002 przez gdańskiego artystę Kamila Sobolewskiego. Po roku miś został zlicytowany a dochód przekazany organizacji UNICEF. Sprzedany niedźwiedź został zastąpiony przez dzieło urodzonej w Bolesławcu polskiej artystki Elżbiety Woźniewskiej. Od tego czasu reprezentował już Polskę w 30 wystawach na 5 kontynentach.

### Znaczenie polityczne wystaw
- Tokio 2005: Otwarcia wystawy w Tokio dokonali wspólnie prezydent Niemiec Horst Köhler oraz premier Japonii Jun’ichirō Koizumi.

- Seul 2005: W Korei niedźwiedź ma wyjątkową moc symboliczną jako pramatka mitu o stworzeniu świata. Dzięki temu rząd Korei Północnej zezwolił na wyjazd do Berlina dwóch artystów w celu stworzenia niedźwiedzia dla kraju, który do tej pory nie był reprezentowany w okręgu United Buddy Bears Po raz pierwszy Korea Północna i Południowa stanęły w Seulu pokojowo ramię w ramię obok siebie.

- Jerozolima 2007: Podczas wystawy na Safra Square, obok ratusza w Jeruzalem, w okręgu reprezentowana była po raz pierwszy także Palestyna, postawiona na równi obok innych krajów.

- Warszawa 2008: Po długiej fazie przygotowań, wystawa zawitała w Warszawie, można ją oglądać w maju i czerwcu, zgodnie z tradycją upamiętniającą Trójkąt Weimarski, wystawa została zainaugurowana przez reprezentantów trzech miast, Warszawa (prezydent miasta Hanna Gronkiewicz-Waltz), Berlin (mer Berlina Klaus Wowereit) oraz Paryża (pierwszy deputowany mer Paryża Anne Hidalgo).

- Pjongjang 2008: Była to pierwsza wystawa sztuki, która pochodziła z zagranicy, a także pierwsza, która w Korei Północnej była dostępna dla każdego. Niemiecki Instytut Stosunków Międzynarodowych napisał na ten temat w dniu 20 października 2008 (ifa Kulturaustausch): „Wystawa w Pjongjang z pewnością nie zmieniła świata, ale znacząco zmieniła świat Korei Północnej.”[27]

- Paryż 2012: The United Buddy Bears stały u stóp wieży Eiffla. Jako ambasadorowie Niemiec przypominały o tym, że fundament przyjaźni francusko-niemieckiej został położony 50 lat temu wraz z podpisaniem traktatu Elizejskiego w dniu 22 stycznia 1963r.

- Rio de Janeiro 2014: Wystawa została otwarta na 6 tygodni przed mistrzostwami świata w piłce nożnej w Brazylii – pod patronatem prezydenta Brazylii Dilmy Rousseff na Copacabana. Podczas mistrzostw świata wystawa była też dostępna bezpłatnie dla każdego na plaży w dzielnicy Leme.

- Hawana 2015: „Germany sends peace message through sculptures in Cuba”. 124 niedźwiedzi stoi „ręka w rękę” na „Plaza San Francisco de Asis” w historycznym centrum stolicy Kuby[28].

### United Buddy Bears – The Minis
Wielu artystów stworzyło także dla swojego kraju miniaturową wersję United Buddy Bear (1 metr wysokości). Ten okręg niedźwiedzi jest również prezentowany w różnych miejscach na całym świecie – często wewnątrz wielkich pasaży i hal, jak np. w centrum Sony w Berlinie lub na lotnisku we Frankfurcie nad Menem.

## Pomoc potrzebującym dzieciom
Nieodłącznym elementem organizowanych wystaw Buddy Bears stała się pomoc dla potrzebujących dzieci. Dzięki datkom i pieniądzom uzyskanym z licytacji niedźwiedzi udało się dotąd zebrać ponad 2,5 miliona euro (stan z końca 2021 r.) dla organizacji UNICEF oraz różnych lokalnych organizacji pomagających dzieciom.
Dzięki zaangażowaniu Jackiego Chana, który w roku 2003 został mianowany ambasadorem UNICEF, już przy otwarciu wystawy w Hongkongu w 2004 roku przekazano czeki, o łącznej wartości 447 000 euro, trzem organizacjom.
United Buddy Bears są licytowane zawsze wtedy, gdy do zbioru dodany zostanie nowy niedźwiedź, stworzony jako kolejny symbol danego kraju, zaś dochód z licytacji przekazywany jest na cele organizacji UNICEF. Dzięki tej stałej wymianie każda wystawa ma swój wyjątkowy, odmienny charakter.
Dodatkowo zmienia się – w zależności od miasta – kolejność niedźwiedzi ustawionych w okręgu. Wynika to z różnic w porządku alfabetycznym każdego kraju, według którego ustawiane są figury.